# Deux Crabes
Deux Crabes est un tableau réalisé par le peintre néerlandais Vincent van Gogh en janvier 1889 à Arles, en France. De format horizontal, cette huile sur toile est une nature morte représentant une paire de crabes, celui de gauche retourné sur sa carapace. Partie d'une collection privée, elle est prêtée à la National Gallery, à Londres, au Royaume-Uni.

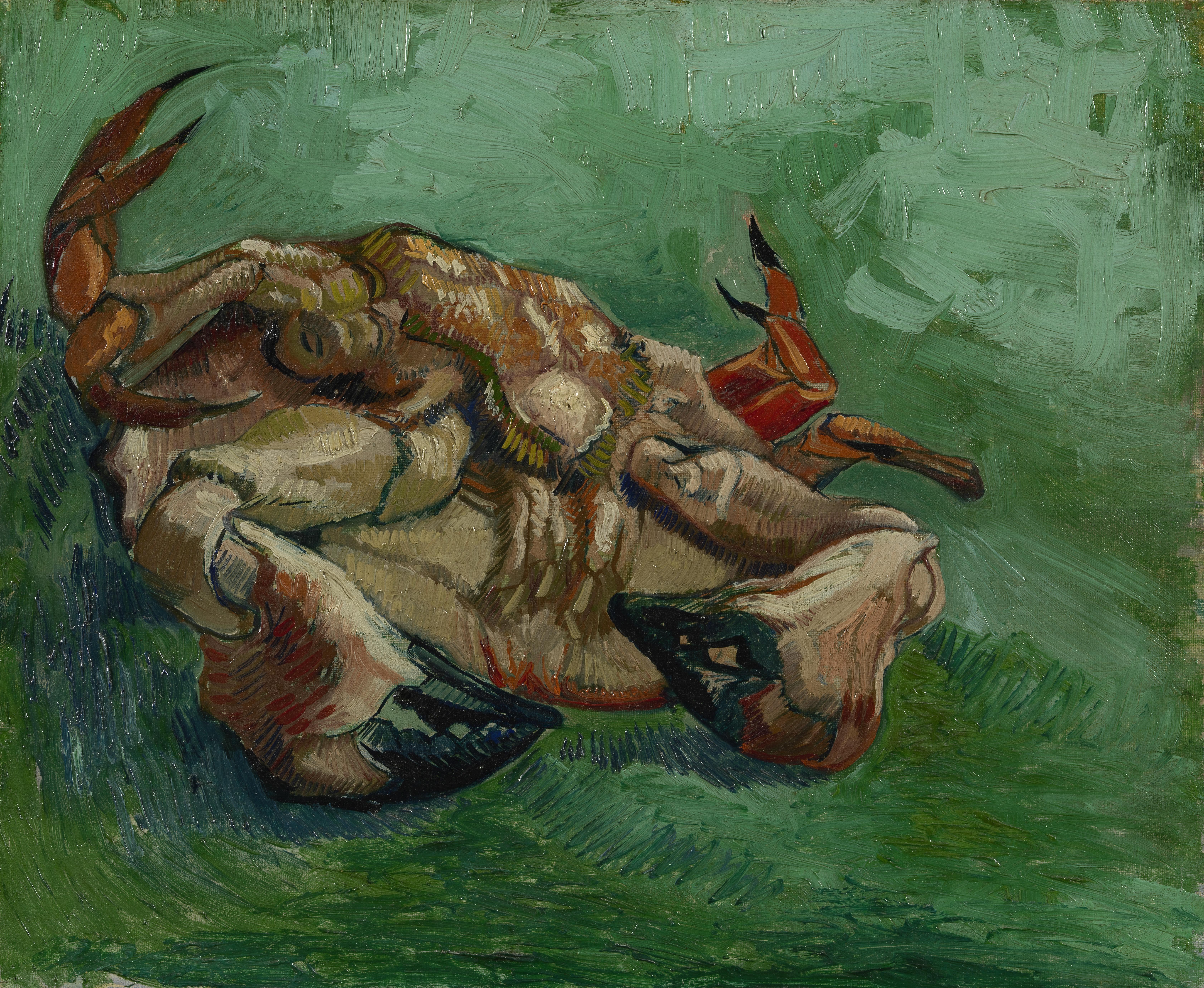
Crabe, couché sur le dos, 1887 – Musée Van-Gogh, Amsterdam.